# Nitinat River Park
Nitinat River Park är en park i Kanada.   Den ligger i provinsen British Columbia, i den sydvästra delen av landet, 3 600 km väster om huvudstaden Ottawa. Nitinat River Park ligger 180 meter över havet. Den ligger vid sjön Cowichan Lake.
Terrängen runt Nitinat River Park är huvudsakligen kuperad, men åt nordväst är den bergig. Nitinat River Park ligger nere i en dal. Trakten runt Nitinat River Park är nära nog obefolkad, med mindre än två invånare per kvadratkilometer.. Närmaste större samhälle är Lake Cowichan, 11,2 km öster om Nitinat River Park.
I omgivningarna runt Nitinat River Park växer i huvudsak barrskog.